# William Velasco
William Marco Velasco Quiroz (Santa Cruz de la Sierra, 21 de abril de 2000) es un futbolista boliviano. Juega como centrocampista en Totora Real Oruro de la Primera División de Bolivia.

## Trayectoria

### San José
Su debut profesional se produjo el 15 de septiembre de 2019 en el triunfo 7 a 0 frente a Destroyers, el encuentro se disputó en el Estadio Jesús Bermúdez de Oruro.
Disputó tres temporadas en el primer equipo de San José, en los que jugó 44 encuentros.

### Independiente Petrolero
En 2022, a través de sus redes sociales, Independiente Petrolero oficializó su llegada al equipo.

## Clubes
| Club                    | País    | Año           |
| ----------------------- | ------- | ------------- |
| San José                | Bolivia | 2019-2021     |
| Independiente Petrolero | Bolivia | 2022-2023     |
| Totora Real Oruro       | Bolivia | 2023-presente |